# Wolf-Dieter Scheurell
Wolf-Dieter Scheurell (* 9. Februar 1944 in Waldheim; † 31. August 2017) war ein deutscher Politiker der SPD und Mitglied der Hamburgischen Bürgerschaft.

## Leben
Scheurell war Diplom-Ingenieur mit Fachrichtung Nachrichtentechnik. Er war tätig als Vertriebsunterstützung für Großkunden der Deutschen Telekom. Er war verheiratet und hatte zwei Kinder. Er wohnte seit den 1970er-Jahren in Hamburg-Steilshoop.
Neben der parlamentarischen Arbeit war Scheurell Gründungsmitglied der Arbeitsgemeinschaft sozialdemokratischer Arbeitnehmer im Deutschen Postverband Hamburg und Betriebsratsmitglied bei der Deutschen Telekom.
Scheurell war seit 1972 SPD-Mitglied und von 1986 bis 1991 Mitglied der Bezirksversammlung Wandsbek. Zudem war er von 1988 bis 1998 Vorsitzender der SPD in Steilshoop.
Er war von 1991 bis 2004 Mitglied der Hamburgischen Bürgerschaft. Dort saß er während der 17. Wahlperiode für seine Fraktion unter anderem im Eingabenausschuss, Sozialausschuss und Umweltausschuss. Zudem war er in anderen Wahlperioden im Ausschuss für Arbeit und Soziales.